# Sycophila lasallei
Sycophila lasallei (лат.) — вид наездников рода Sycophila из семейства Eurytomidae (Chalcidoidea). Встречается в Африке (Гвинея и Танзания). Этот вид посвящен энтомологу Джону ЛаСаллю (Dr. John LaSalle) за его крупный вклад в изучение Eulophidae и Tanaostigmatidae.

## Описание
Мелкие наездники, длина 2,3—3,1 мм. Тело в основном желтовато-коричневое. Мезосома и брюшко иногда полностью коричневые. Самка этого вида сходна с S. kestraneura, но может быть отделена от нее следующими признаками: членики жгутика усика короткие, ранве в длину и ширину; членик жгутика fu5 четырехугольный, длина равна ширине; петиоль длиннее своей ширины в дорсальной части. Растения-хозяева: фикусы Ficus glumosa и F. thonningii.